# Гамалама
Гамалама — вулкан, розташований на острові Тернате, що входить в провінцію Північне Малуку, Індонезія. Інші назви вулкана: Арфат, Афурат, Тернате. Знаходиться на захід від острова Хальмахера. Висота 1715 м.

## Географія

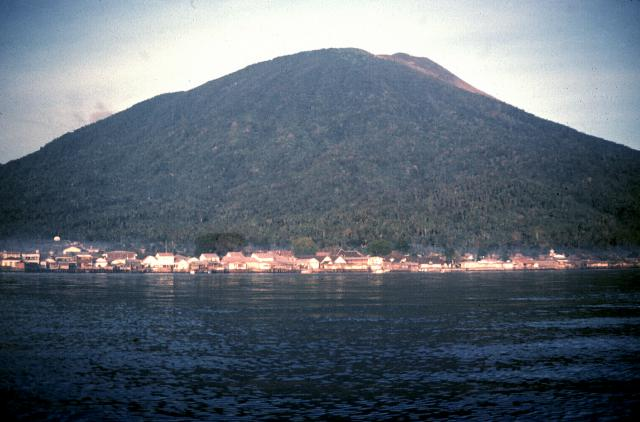
Гамалама.

Гамалама є комплексним стратовулканом, який сформувався в результаті об'єднання 3 вулканічних конусів. Поруч з вулканом знаходяться маари, які виникли в результаті події виверження в 1775 р. Тоді жертвами стихії стала 141 особа. З початку XVI століття вулкан вивергався понад 80 разів. Виверження вулкана як правило походили з вершинних кратерів вулкана. Вулкан оточують вулканічні блоки до 6 метрів у діаметрі, які були викинуті на поверхню в результаті викиду вулканічних бомб. З острова Тернате постійно час від часу відбувається евакуація місцевого населення через активність вулкана. Останній раз вулкан активно проявляв свою діяльність з липня по вересень 2003 року у вигляді експлозивного виверження. Чергові незначні сплески вулкана дали про себе знати 16 вересня 2012. Тоді з вершинного кратера виходив білий дим на висоту 300 м, його шлейф прямував на південь і південний схід.

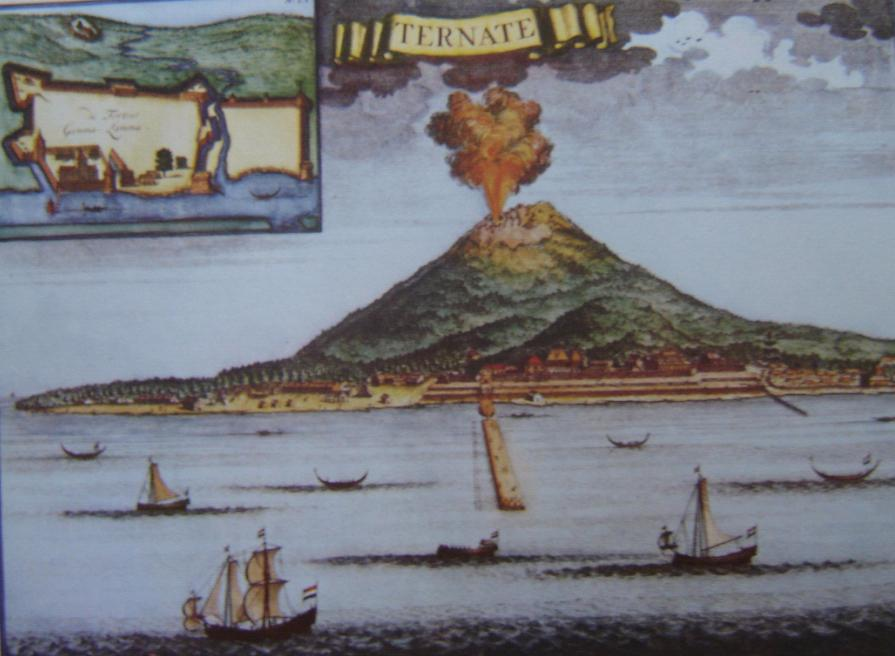
Виверження 1700 р.

У результаті виверження вулкана Гамалама в грудні 2014 р. в провінції Північний Малуку попіл піднявся на 2 тис. метрів.